# 외츠탈알프스산맥

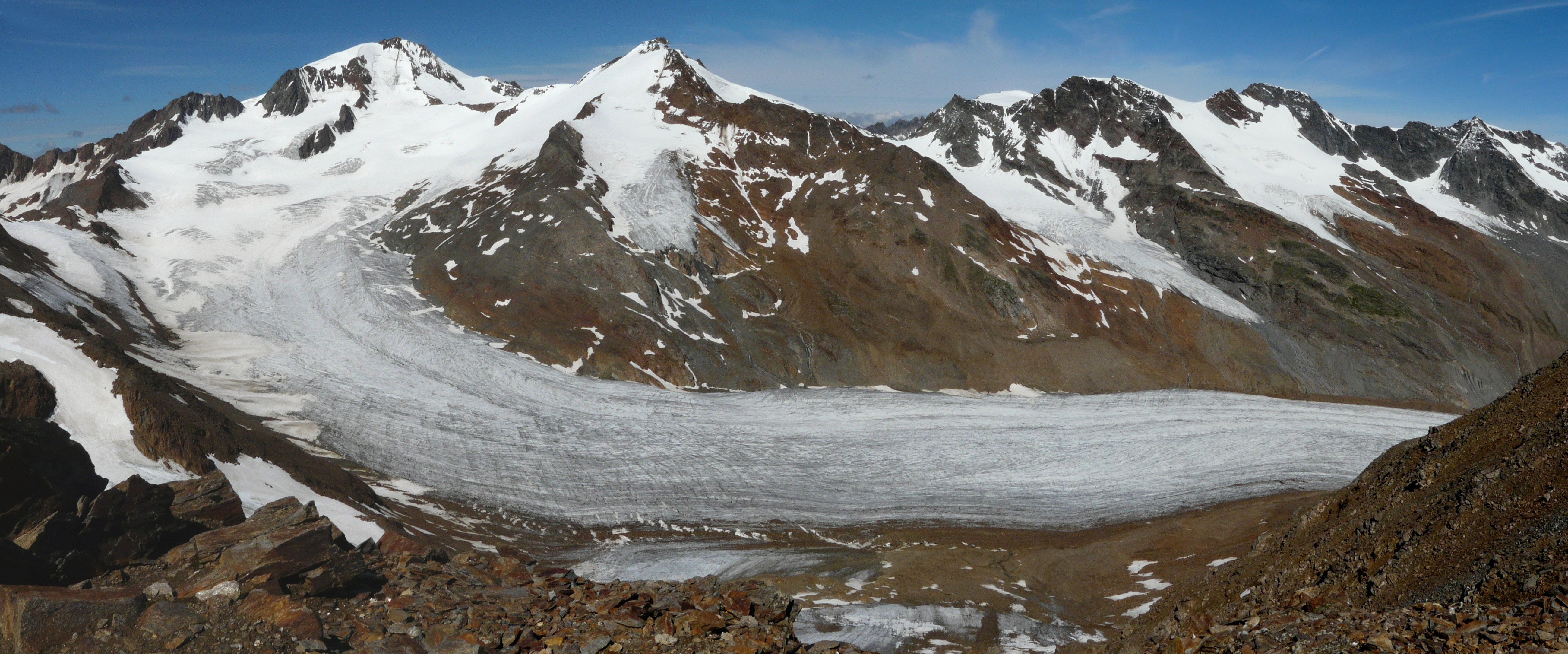

외츠탈 알프스(독일어: Ötztaler Alpen, 이탈리아어: Alpi Venoste, 영어: Ötztal Alps)는 알프스 산맥의 산맥으로, 이탈리아와 오스트리아의 국경을 이룬다.